# スティーヴン・ローゼンバーグ
スティーヴン・アーロン・ローゼンバーグ（Steven Aaron Rosenberg, 1940年8月2日 - ）は、アメリカ合衆国の免疫学者、がん研究者。IL-2の抗腫瘍効果を発見し、悪性黒色腫と腎がんに対するがん免疫療法（Tumor Ｉnfiltrating Lymphocyte療法）を確立した。

## 経歴
ニューヨーク・ブロンクス生まれ。両親ともにポーランド系ユダヤ人移民。ブロンクス科学高等学校で学び、1961年にジョンズ・ホプキンズ大学を卒業、1964年にM.D.を取得した。ハーバード大学医学大学院で研修医となり、1968年に生物物理学のPh.D.を取得、1970年からはアメリカ国立がん研究所（NCI）の臨床助手となり、1974年から現在まで主任外科教授を務める。1988年からジョージ・ワシントン大学外科教授を務める。1985年には、当時のロナルド・レーガン大統領の結腸癌を治療した医療チームのスポークスマンを務めた。

## 受賞歴
- 2011年 - ウィリアム・コーリー賞
- 2013年 - 慶應医学賞
- 2014年 - マスリー賞
- 2018年 - オールバニ・メディカルセンター賞
- 2021年 - ダン・デイヴィッド賞
- 2023年 - クラリベイト引用栄誉賞[1]
- 2023年 - アメリカ国家技術賞[2]

## 著書
- 『ガンの神秘の扉をひらく―遺伝子治療の最前線から』　村松潔 訳 文芸春秋社 2013年 ISBN 4-16-347800-0